# Fábio de Sá Earp

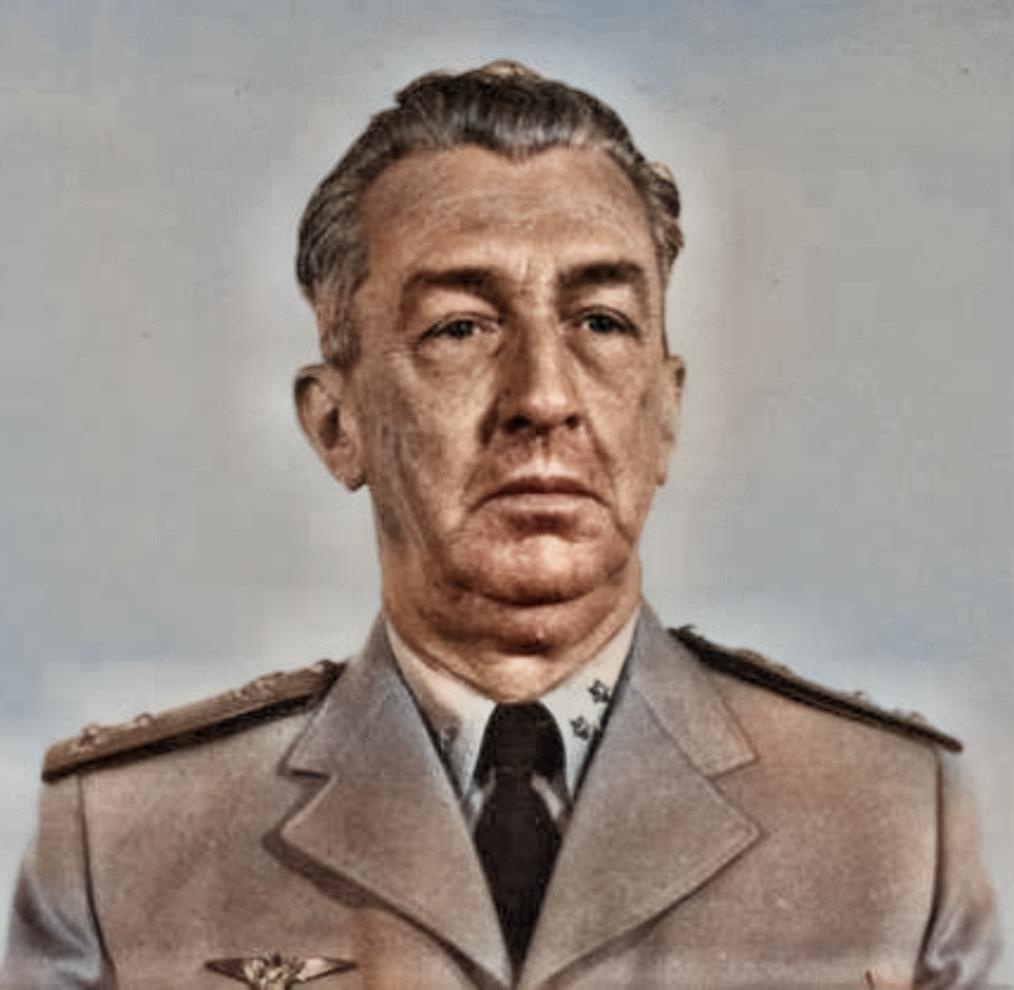
Marechal do Ar Fábio de Sá Earp

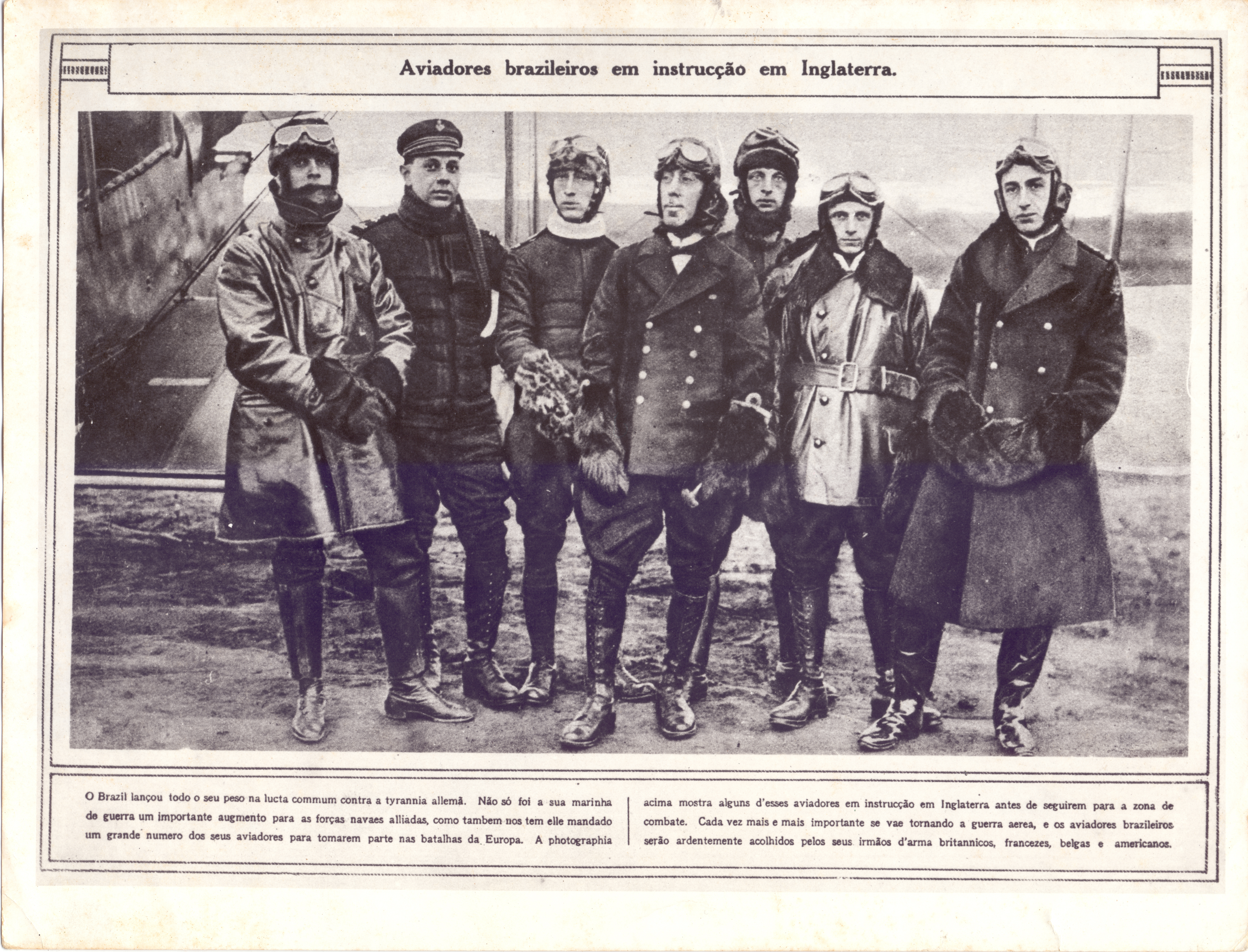
Aviadores brasileiros em Eastbourne, Inglaterra, 1917.

Fábio de Sá Earp (Rio de Janeiro, 14 de abril de 1891 – Rio de Janeiro, 8 de outubro de 1984) foi um militar da Marinha do Brasil e da Força Aérea Brasileira e pioneiro da aviação naval no país.

## Biografia
Fábio de Sá Earp nasceu no Rio de Janeiro, em 14 de abril de 1891. Filho de José de Sá Earp e Bernardina Estrela Earp, entrou na Escola Naval em 1909, onde se formou e tornou-se guarda marinha em janeiro de 1912..
Em 1913 foi promovido a segundo-tenente e já no ano seguinte, ingressaria na Escola Brasileira de Aviação. . No ano de 1917, Fábio de Sá Earp, junto com Belisário de Moura, refizeram a façanha do primeiro pouso noturno no Brasil, sendo esse protagonizado exclusivamente por brasileiros 
Em 8 de janeiro de 1918, Fábio de Sá Earp embarcou, com outros quatro oficiais, para a Europa, a bordo do paquete Barrow, pertencente à frota da Royal Mail Ship. Os oficiais seriam os primeiros a chegar à Inglaterra, seguidos por um segundo grupo que viria no RMS Amazon, apenas dois meses antes do naufrágio desse navio. Os militares foram enviados como uma das frentes de ação do Brasil na Primeira Guerra Mundial. Devido à ocasião, o Almirante Alexandrino Faria de Alencar, então comandante da Marinha Brasileira, convocou para a cerimônia de partida o que havia de mais importante no quadro da Marinha brasileira. Tal pompa, marcou o então primeiro tenente Sá Earp. 
Sua chegada pratiacamente coincidiu com a criação da Força Aérea Real (RAF), tendo sua primeira parada em Eastbourne (East Sussex, Inglaterra), onde a RAF havia convertido a Companhia de Aviação Eastbourne em um centro de treinamento militar.
Os pilotos brasileiros receberam a missão de pilotar realizar patrulhas antissubmarinas a bordo dos hidroaviões. Uma das missões do tenente Fábio de Sá Earp era sair em patrulha de um pequeno vilarejo em Hampshire, cruzar o Canal da Mancha até alcançar a cidade francesa de Cherbourg-Octeville, e retornar para a Inglaterra aterrisando em Portsmouth. Entretanto, uma falha no motor do hidroavião o obrigou a realizar um pouso forçado no canal. O recurso, à época, para pedir socorro era através do lançamento de pombos-correio que os pilotos levavam consigo nas aeronaves. O pouso forçado havia ocorrido bem na rota dos submarinos alemães, mas o tenente foi resgatado por um navio que o encontrou. 
Em 1924, já de volta ao Brasil, o então capitão-tenente Fábio de Sá Earp, comandante da  capitania dos portos do Rio Grande do Norte, mediou um conflito entre as lavadeiras do rio do Baldo, que protestavam pelo direito de trabalhar naquele curso de rio, enquanto havia uma pressão para o cerco da área para uso da construção civil - financiado pelo que provavelmente seria o homem mais rico do Rio Grande do Norte. O capitão-tenente Sá Earp e o tenente Francisco Barbosa  fizeram recuar o Esquadrão da Cavalaria da Força Pública, que estava lá para dissipar a manifestação, evitando o provável massacre das lavadeiras. 

Em 1938, Fábio de Sá Earp assume o comando do Centro de Aviação Naval na Base Aérea do Galeão. Em 1941, com a criação da Força Aérea Brasileira, passou a comandar a V Zona Aérea - então nome do Quinto Comando Aéreo Regional.
Coma criação do Ministério da Aeronáutica, em em 20 de janeiro de 1941, a aviação naval foi extinta e pessoal e material transferidos para a nova força. Sá Earp passa, então, para a Aeronáutica no posto de Tenente-Coronel Aviador.
Nos anos da Segunda Guerra Mundial, cumpre missões em Londres, na Inglaterra e em Fort Leavenworth, nos Estados Unidos visando o aprimoramento do pessoal e material da Aeronáutica.
Em 1944, como Major-Brigadeiro do Ar, é condecorado com a  Legião do Mérito no grau de Comandante (em inglês: Legion of Merit), a única condecoração, além da Medalha de Honra, concedida pelo governo dos Estados Unidos na forma de colar àqueles que tiveram conduta excepcionalmente meritória na condução excelente de serviços e realizações.
Em 29 de outubro de 1945, atua para impedir a reação do getulista Nero Moura, auxiliando para a derrubada de Getúlio Vargas. 
No final da carreira, alcança o posto de Marechal do Ar (ver Hierarquia militar do Brasil), seleto grupo de oficiais aviadores que participaram de guerras. São outros Marechais do Ar: Eduardo Gomes e Márcio de Sousa Melo.